# Denmark (New York)
 For alternative betydninger, se Danmark (flertydig). (Se også artikler, som begynder med Danmark)
Denmark er en amerikansk by i Lewis County i staten New York. I 2000 havde byen et indbyggertal på 2.747. De 802 af dem bor i landsbyen Copenhagen NY .